# Cywilna Szkoła Mechaników Lotniczych w Bydgoszczy

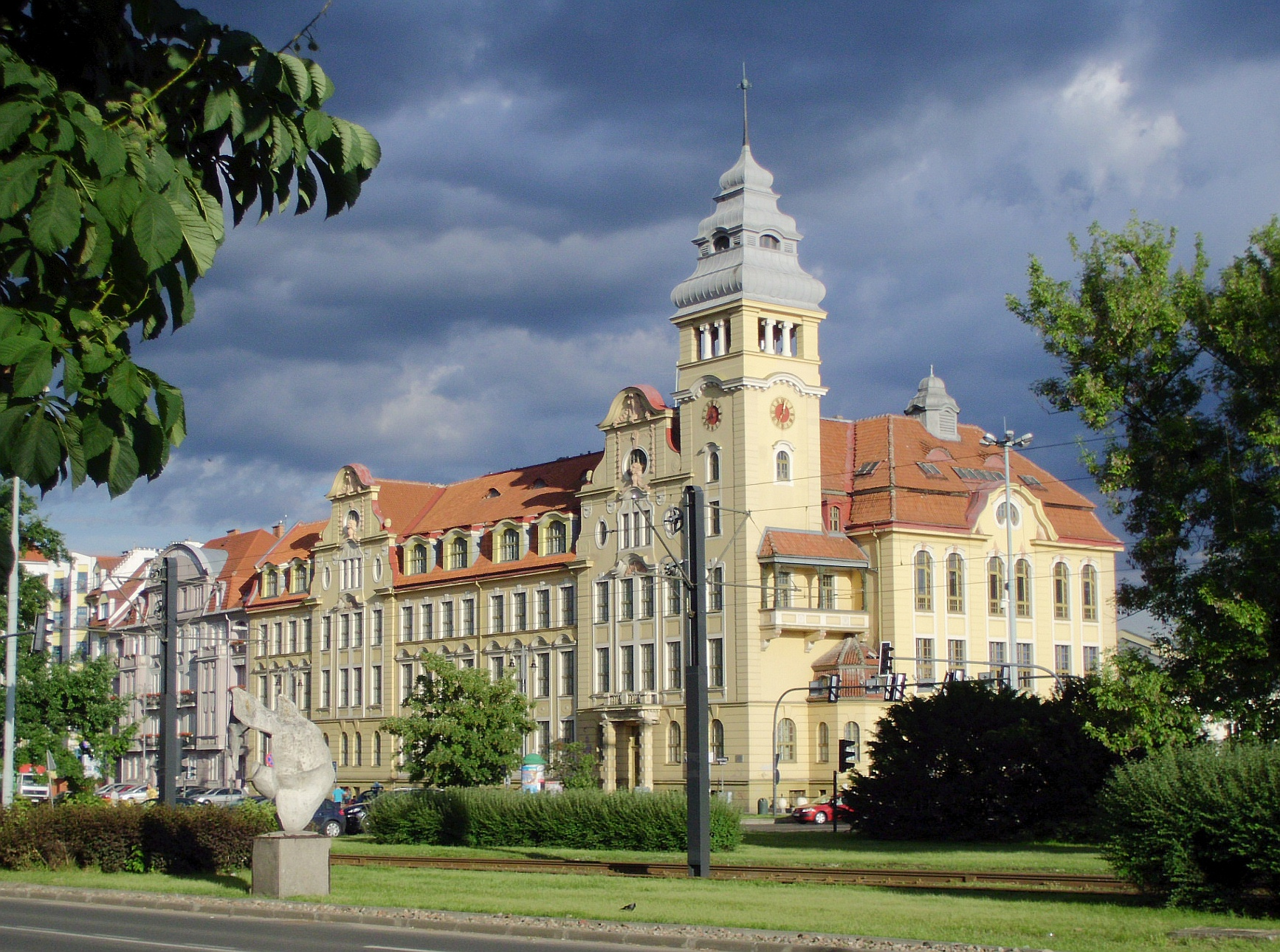
Siedziba szkoły w Bydgoszczy

Cywilna Szkoła Mechaników Lotniczych – pierwsza w II Rzeczypospolitej szkoła kształcąca mechaników lotniczych dla potrzeb lotnictwa cywilnego, zlokalizowana w Bydgoszczy (1924-1930).

## Historia
8 marca 1924 utworzono tymczasowy komitet Ligi Obrony Powietrznej Państwa w Bydgoszczy, w którego skład weszli: prezydent miasta Bernard Śliwiński (jako prezes) oraz dowódca garnizonu Bydgoszcz gen. dyw. Władysław Jung (wiceprezes), a jednym z najbardziej zaangażowanych wojskowych był ppłk pil. Jan Kieżun komendant Bydgoskiej Szkoły Pilotów. W następnych miesiącach powstały liczne koła LOPP grupujące m.in. nauczycieli, policjantów, wojskowych z garnizonu, kolejarzy. Jednym z pierwszych przedsięwzięć LOPP była organizacja pierwszej w kraju Cywilnej Szkoły Mechaników Lotniczych dla szkolenia naziemnego personelu dla potrzeb lotnictwa cywilnego, a jednocześnie rezerwy dla lotnictwa wojskowego. Na siedzibę szkoły wybrano Bydgoszcz, prawdopodobnie dlatego, że od 1922 działała tu wojskowa Centralna Szkoła Mechaników Lotniczych oraz wydział mechaniczny przy Państwowej Szkole Przemysłowej, które były bazą dla kadry nauczycielskiej. Działalność zainicjowano w listopadzie 1924 urządzeniem w Państwowej Szkole Przemysłowej tzw. ogólnego kursu lotniczego w systemie wieczorowym, który w lecie 1925 ukończyło kilkudziesięciu uczniów. 8 stycznia 1926 Zarząd Główny LOPP zebrany na Zamku Królewskim w Warszawie uchwalił utworzenie w Bydgoszczy stałej, cywilnej szkoły mechaników lotniczych przy Państwowej Szkole Przemysłowej, na co wyasygnowano 138 tys. złotych. Docelowo projekt ten, jako wzorcowy polecono do realizacji w innych miastach, w których istniały szkoły przemysłowo-rzemieślnicze i pułki lotnicze
Uroczyste otwarcie szkoły miało miejsce 20 kwietnia 1926 w obecności dowódcy 15 Dywizji Piechoty gen. bryg. Wiktora Thommée, dyrektora Szkoły Przemysłowej i I Cywilnej Szkoły Mechaników Lotniczych inż. Franciszka Siemiradzkiego oraz przedstawicieli lotnictwa i magistratu. Naukę rozpoczęło 85 uczniów przyjętych spośród 610 kandydatów. Organizacyjnie I Cywilna Szkoła Mechaników Lotniczych podlegała administracyjnie i gospodarczo dyrektorowi Państwowej Szkoły Przemysłowej i prezesowi miejscowego koła LOPP, natomiast jako jednostka przysposobienia wojskowego, miejscowym władzom Przysposobienia Wojskowego. Pod względem programu związana była ściśle z Centralną Szkołą Mechaników Lotniczych. Szkołę finansował Zarząd Główny LOPP w Warszawie, a od 1928 komitet wojewódzki LOPP w Poznaniu.
W styczniu 1927 Zarząd Główny LOPP wraz z Komitetem Obrony Państwa przy Gdańskiej Dyrekcji Kolejowej przystąpił do budowy bursy dla uczniów I CSML przy bydgoskim lotnisku. W uroczystym otwarciu budynku 28 lipca 1928 uczestniczył prezydent II Rzeczypospolitej Ignacy Mościcki, prezes Zarządu Głównego Ligi Obrony Powietrznej i Przeciwgazowej inż. Julian Eberhard oraz minister komunikacji Alfons Kühn.
W 1930 LOPP postanowiła utrzymywanie szkoły oddać w ręce państwa. Po przejęciu nieruchomości oraz finansowania szkoły przez Ministerstwo Spraw Wojskowych została w niej umieszczona Szkoła Podoficerów Lotnictwa dla Małoletnich, w ramach struktur Centrum Wyszkolenia Podoficerów Lotnictwa w Bydgoszczy.
W czasie trwania szkoły wyszkolono ponad 150 absolwentów, a wieczorowe kursy przy Państwowej Szkole Przemysłowej wykształciły ok. 100 mechaników lotniczych.

## System szkolenia
Wymogiem przyjęcia na pierwszy kurs wieczorowy (1924) było ukończenie czterech klas szkoły średniej ogólnokształcącej, ewentualnie siedmiu oddziałów szkoły powszechnej lub szkoły rzemieślniczo-przemysłowej. Zajęcia obejmowały m.in.: teorię lotnictwa z uwzględnieniem aerostatyki i aerodynamiki, encyklopedię lotnictwa, mechanikę silników, teorię lotu i budowę płatowców. Dla absolwentów zorganizowano praktykę wakacyjną w warsztatach Centralnej Szkoły Mechaników Lotniczych na bydgoskim lotnisku.
Od 1926 warunkami przyjęcia do stałej Cywilnej Szkoły Mechaników Lotniczych przy Państwowej Szkole Przemysłowej były m.in. posiadanie świadectwa ukończenia 3-letniej szkoły rzemieślniczo-przemysłowej, ukończenie szkoły przemysłowych mistrzów mechaników, 4-letnia praktyka zawodowa w ślusarstwie oraz wiek 17 do 24 lat. Nauka podzielona na trzy półroczne semestry była bezpłatna oraz zagwarantowane pełne utrzymanie i zakwaterowanie. Przedmioty teoretyczne wykładano w budynku Państwowej Szkoły Przemysłowej, a zajęcia praktyczne, wykłady o silnikach lotniczych, technologia materiałów lotniczych, elektrotechnika, nauka o przyrządach pomocniczych oraz meteorologia odbywały się w warsztatach Centralnej Szkoły Mechaników Lotniczych na bydgoskim lotnisku.
Dla potrzeb pierwszej tego rodzaju szkoły w Polsce wykładowcy CSML opracowali kilka podręczników, m.in. „Regulacja silnika Lorraine - Dietrich 450 KM” (por. pil. Paweł Piotrowicz), „Zasady lotu płatowca” (por. Stanisław Miękina), „Technologia materiałów używanych w przemyśle lotniczym i samochodowym” (por. Lech Pogorzelski).